# Katalin Menczinger
Katalin Mária "Kata" Menczinger (Budapeste, 17 de janeiro de 1989) é uma jogadora de polo aquático húngara.

## Carreira
Menczinger fez parte da equipe da Hungria que finalizou na quarta colocação nos Jogos Olímpicos de 2012, em Londres.